# شیم اون کیونگ
این یک نام کره‌ای است؛ نام خانوادگی شیم است.
شیم اون کیونگ (کره‌ای: 심은경؛ زادهٔ ۳۱ مه ۱۹۹۴) بازیگر اهل کره جنوبی است. از فیلم‌ها یا برنامه‌های تلویزیونی که او در آن نقش داشته‌است می‌توان به هانسل و گرتل، مبدل‌پوش، خانم مادربزرگ، سانی، بازی پول و موسیقی فردا اشاره کرد.